# Rialto, California
Rialto este un oraș din California, SUA. Se află la o altitudine de 383 m deasupra nivelului mării. Are o suprafață de 57,861666 km². Populația este de 104.026 locuitori, determinată în 1 aprilie 2020, prin recensământ.